# Профессор Штокман (судно)
«Профессор Штокман» — научно-исследовательское судно, построенное по проекту «430» в 1978 году. Названо в честь советского учёного-океанолога Владимира Борисовича Штокмана.

## История

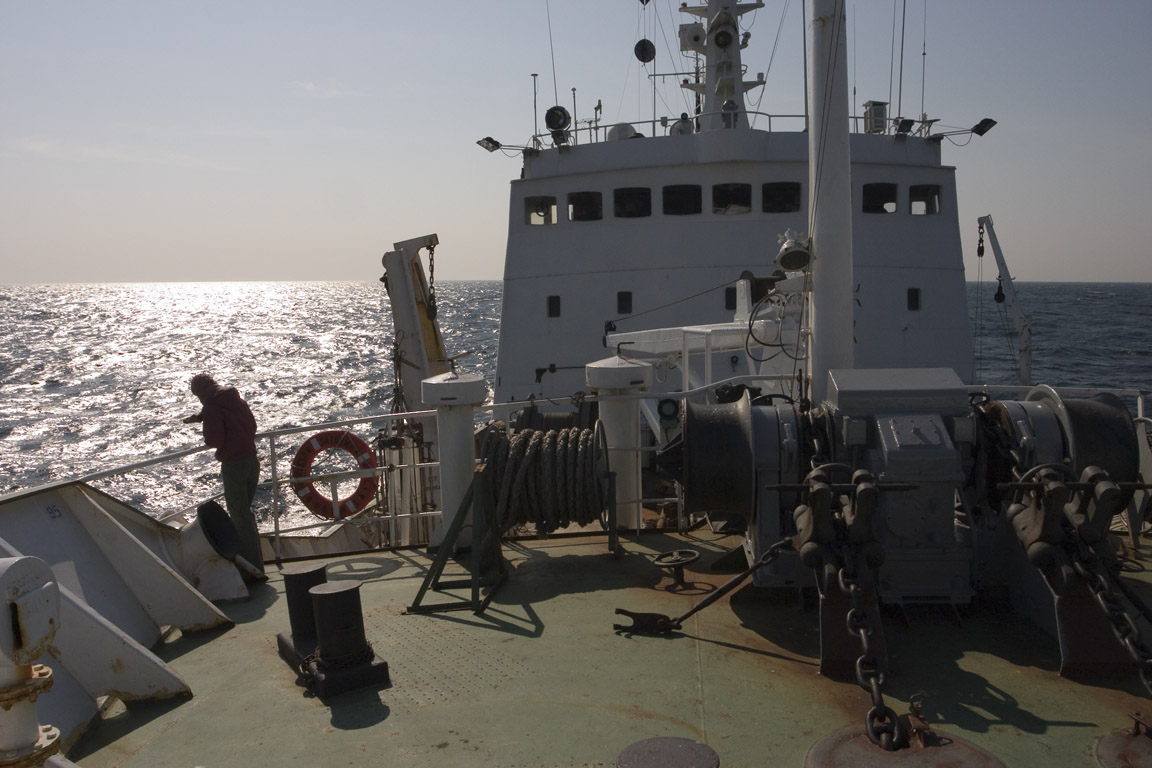
Вид на судно с бака.

Судно построено в 1978 году, имеет водоизмещение 1100 тонн, длину 69 метров. «Профессор Штокман» был в более чем 100 научных рейсах и посетил практически все районы Мирового океана. С 2017 года судно стоит у причала в Калининграде и не продолжает свою научную деятельность, ему требуется ремонт.
Судно принадлежит Институту океанологии им. П. П. Ширшова РАН.
По имени В. Б. Штокмана названо Штокмановское газовое месторождение в Баренцевом море.